# Ellenvár
Az ellenvár az ostromlott vár kapuja előtt nyíllövésnyi távolságban fából (később kőből) a vár ostromlói által épített szerkezet.
A 11. században a várostromok körülzárással, vagy rajtacsapással zajlottak. Ha a rajtacsapás nem sikerült, akkor a támadók körülzárták a várat és kiéheztetéssel igyekeztek a védőket az átadásra kényszeríteni. Ha a körülzárt várban bőven volt élelmiszer, akkor a kiéheztetés hosszadalmas és veszélyes volt. A várból kisebb csapatok észrevétlenül kitörhettek és a támadóknak veszteségeket okoztak. Az ellenvárak funkciója az volt, hogy az ostromlók a várat és környékét jobban szemmel tarthassák.
Ellenvárat építettek pl. 1158-ban Milánó ostrománál. Az ostromló hadak a város hat kapuja elé hat ellenvárat húztak fel. Hódító Vilmos 1040-ben és 1048-ban is alkalmazta az ellenvár építését. A normannok Tours ostrománál 853-ban kőből építettek ellenvárakat.
Magyarországon is használtak ellenvárakat a várostromoknál. 1317-ben a Károly Róbert ellen fellázadt Kopasz nádor a bevehetetlennek tartott Sólyomkő várába menekült. A várat megostromlók Sólyomkővel szemben a hegyoldalakban két várat rakattak, hogy a nádort kiéheztessék. A 15. században Rozgonyi Sebestyén miután több várat (Gyöngyös, Sajónémeti, Sajógömör, Rimaszécs) visszafoglalt a huszitáktól az erős murányi vár elé vonult. Mátyás király Rozgonyi segítségére Szapolyai Istvánt küldte, Lőcse város polgárainak pedig meghagyta, hogy Szapolyait egy ellenvár építésében támogassák.